# Liriomyza melitensis
Liriomyza melitensis este o specie de muște din genul Liriomyza, familia Agromyzidae, descrisă de Spencer în anul 1973.
Este endemică în Malta. Conform Catalogue of Life specia Liriomyza melitensis nu are subspecii cunoscute.